# Osbaldo Nova
José Osbaldo Nova Torres (La Paz, 16 de mayo de 1994) es un futbolista y comentarista boliviano. Juega como arquero. Actualmente juega en Club Deportivo Ingenio de la Asociación de Fútbol de La Paz.

## Clubes
| Club              | País    | Año               |
| ----------------- | ------- | ----------------- |
| Unión Maestranza  | Bolivia | 2014              |
| Real Potosí       | Bolivia | 2015 - 2016       |
| Wilstermann       | Bolivia | 2016 - 2019       |
| Arauco Prado      | Bolivia | 2019              |
| San José          | Bolivia | 2020 - 2021       |
| FATIC             | Bolivia | 2022              |
| Sporting Coroico  | Bolivia | 2024              |
| Deportivo Ingenio | Bolivia | 2025 - Actualidad |

## Palmarés

### Títulos nacionales
| Título          | Club        | País    | Año  |
| --------------- | ----------- | ------- | ---- |
| Torneo Apertura | Wilstermann | Bolivia | 2018 |